# Mega Man (jeu vidéo, 1995)
Pour les articles homonymes, voir Mega Man (homonymie).
 (décembre 2020).
Si vous disposez d'ouvrages ou d'articles de référence ou si vous connaissez des sites web de qualité traitant du thème abordé ici, merci de compléter l'article en donnant les références utiles à sa vérifiabilité et en les liant à la section « Notes et références ».
Mega Man est un jeu d'action-plates-formes développé par Freestyle et édité par U.S. Gold uniquement aux États-Unis sur Game Gear en 1995. Il s'agit du seul jeu de la série Mega Man à sortir sur la console portable de Sega. Le jeu intègre certains éléments des épisodes Mega Man 2, Mega Man 4 et Mega Man 5 sortis sur NES en les adaptant,.

## Système de jeu
La formule habituelle des jeux de la série Mega Man s'applique toujours à cet opus, à l'instar de Mega Man 7. Il n'y a que quatre Robots Masters à affronter en début de jeu au lieu des huit habituels, ceux-ci sont repris de Mega Man 4 et 5, une fois les quatre premiers Robots Masters vaincus (Bright Man, Toad Man, Wave Man, Stone Man), l'affrontement contre le Dr Wily est possible. L'architecture des niveaux n'a pas non plus été modifiée.
Un mode normal et difficile sont proposés au démarrage du jeu, et il n'y a pas d'option "continue" proposée quand toutes les vies sont perdues.